# Парламентські вибори в Сан-Марино 1978
Дострокові парламентські вибори в Сан-Марино проходили 28 травня 1978 року. Християнсько-демократична партія залишалася найбільшою партією парламенту, отримавши 26 місць. Проте опозиційні комуністична, соціалістична та об'єднана соціалістична партії, набравши в сумі 31 місце, сформували парламентську більшість. Явка склала 79%. 

## Контекст
Коаліція християнських демократів з Незалежною демократичною соціалістичною партією, сформована після виборів 1974 року, розпалася і в 1978 році були оголошені дострокові вибори. Незалежна демократична соціалістична партія була трансформована в Об'єднану соціалістичну партію.

## Результати
| Партія                                                  | Голоси | %    | Місць | +/–  |
| ------------------------------------------------------- | ------ | ---- | ----- | ---- |
| Християнсько-демократична партія                        | 6 380  | 42,3 | 26    | +1   |
| Комуністична партія                                     | 3 791  | 25,1 | 16    | +1   |
| Соціалістична партія                                    | 2 077  | 13,8 | 8     | 0    |
| Об'єднана соціалістична партія                          | 1 678  | 11,1 | 7     | нова |
| Соціалісти за реформу (Соціалістична демократія)        | 629    | 4,2  | 2     | нова |
| Комітет захисту республіки                              | 426    | 2,8  | 1     | 0    |
| Комуністична партія (марксистсько-ленінська) Сан-Марино | 100    | 0,7  | 0     | 0    |
| Недійсних/порожніх бюлетенів                            | 410    | –    | –     | –    |
| Всього                                                  | 15 491 | 100  | 60    | 0    |
| Зареєстрованих виборців/ Явка                           | 19 615 | 79,0 | –     | –    |
| Джерело: Nohlen & Stöver                                |        |      |       |      |